# Steriphus
Steriphus  (лат.) — род жуков-долгоносиков из подсемейства Cyclominae (Listroderini). 

## Распространение
Встречаются в Австралии и Новой Зеландии .

## Описание
Мелкие и среднего размера жуки, длина тела от 3 до 6,5 мм. Рострум среднего размера; опушение состоит из субокруглых чешуек и щетинок; скапус длинный (в покое выходит за задний край глаза); надкрылья с антеапикальным бугорком.
Ассоциированы, в том числе, с полуводными и болотными растениями. Питаются листьями (имаго) и корнями растений (личинки). Среди растений-хозяев представители семейств Cyperaceae, Polygonaceae, Typhaceae, Fabaceae, Convolvulaceae, Haloragaceae.

## Систематика
Род Steriphus включён в состав подтрибы Palaechthina из трибы Listroderini и близок к родам Gunodes, Haversiella, Inaccodes, Anorthorhinus, Neopachytychius, Palaechthus, Palaechtodes, Listronotus, Tristanodes. В качестве сестринского для Steriphus рассматривается род Listronotus.

### Синонимия
Среди синонимов родовой группы следующие таксоны.
- Steriphus Erichson, 1842: 190.
- Desiantha Pascoe, 1870: 193 (типовой вид: Desiantha caudata Pascoe, 1870).
- Brexius Pascoe, 1870: 201 (типовой вид: Brexius murinus Pascoe, 1870).
- Dryopais Broun, 1885: 387 (типовой вид: Dryopais variabilis Broun, 1885).
- Xerostygnus Broun, 1903: 79 (типовой вид: Xerostygnus binodulus Broun, 1903).

## Классификация
Род включает около 30 видов.
- Steriphus albidoparsus (Lea, 1928)[3]
- Steriphus alpinus (Lea, 1928)
- Steriphus angusticollis (Pascoe, 1870)
- Steriphus ascitus (Pascoe, 1876)
- Steriphus binodulus Broun, 1903[4]
- Steriphus caudatus (Pascoe, 1870)
- Steriphus curvisetosus (Lea, 1928)
- Steriphus diversipes (Pascoe, 1870)
- Steriphus humeralis (Lea, 1928)
- Steriphus incotaminatus (Lea, 1899)
- Steriphus inermis (Lea, 1928)
- Steriphus irrasus (Lea, 1899)
- Steriphus longus (Lea, 1928)
- Steriphus major (Blackburn, 1890)[5]
- Steriphus mecaspis (Lea, 1899)
- Steriphus metallicus (Lea, 1928)
- Steriphus mucronatus (Lea, 1928)
- Steriphus murinus (Pascoe, 1870)
- Steriphus parvicornis (Lea, 1928)
- Steriphus parvonigrus (Lea, 1928)
- Steriphus parvus (Blackburn, 1890)
- Steriphus pullus (Broun, 1910)[6]
- Steriphus sericeus (Blackburn, 1890)
- Steriphus solidus Erichson, 1842
- Steriphus stenoderes (Lea, 1928)
- Steriphus variabilis (Broun, 1885)
- Steriphus vittatus (Blackburn, 1893)[7].